# Синьоопашат тритон
Синьоопашатите тритони (Cynops cyanurus) са вид земноводни от семейство Саламандрови (Salamandridae).
Срещат се в ограничена област в Южен Китай.
Таксонът е описан за пръв път от китайския херпетолог Лю Чен Джао през 1962 година.